# Аршинцеве (станція)
Арши́нцеве (до 1952 — Ками́ш-Буру́н, крим. Qamış Burun)) — тупикова залізнична станція 4-го класу Кримської дирекції Придніпровської залізниці на неелектрифікованій лінії Керч — Аршинцеве. Розташована в місті Керчі, у мікрорайоні Аршинцеве, АР Крим. Найближча залізнична станція — Керч (за 18 км).
Станом на серпень 2019 року по станції Аршинцеве пасажирське сполучення відсутнє.